# ما می‌توانیم
ما می‌توانیم نام یک مجموعه تلویزیونی ایرانی به کارگردانی «مجتبی یاسینی» است که در سال ۱۳۶۴ از برنامهٔ کودک و نوجوان شبکه ۲ سیمای جمهوری اسلامی ایران پخش گردید.

## خلاصه داستان
این مجموعهٔ تلویزیونی، با ارائه قطعات نمایشی، به آموزش تئاتر کودکان می‌پرداخت.